# Sant Salvador de Toralla
Sant Salvador és una antiga capella del poble de Toralla, del municipi de Conca de Dalt, al Pallars Jussà, dins de l'antic terme de Toralla i Serradell.
Està situada a la part oriental de la serra de Sant Salvador, a la qual dona nom. És a poc més d'un quilòmetre a ponent del poble de Toralla.